# 카를 폰 클라우제비츠

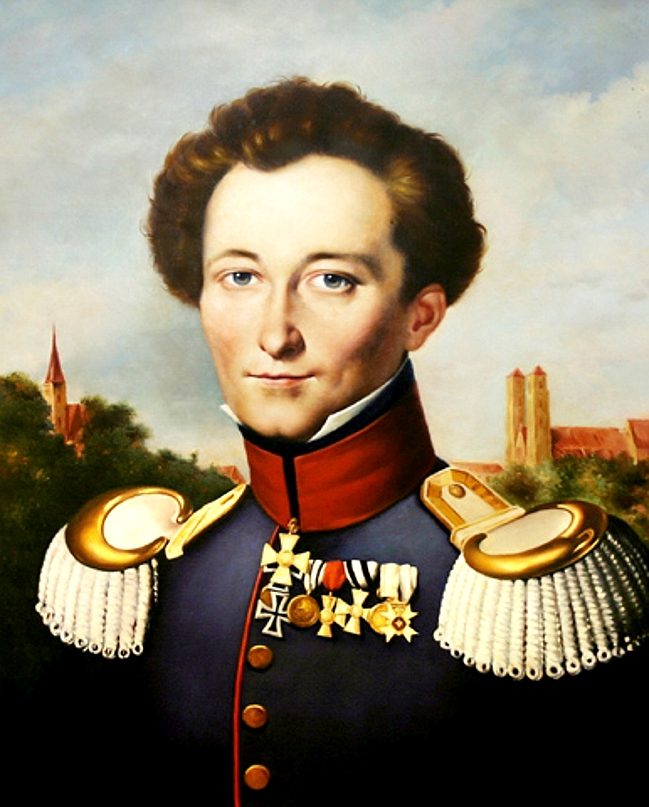
카를 폰 클라우제비츠

카를 필리프 고틀리프 폰 클라우제비츠(독일어: Carl Phillip Gottlieb von Clausewitz, 1780년 7월 1일 ~ 1831년 11월 16일)는 프로이센 왕국의 군인이자 군사 사상가이다. 《전쟁론》의 저자로 유명하다. 《전쟁론》은 전문가들에 의해 끊임없이 인용되면서 군사이론서의 고전이 된 책이다.

## 생애
1780년 프로이센 왕국의 작은 도시 부르크바이마그데부르크(Burg bei Magdeburg)에서 중산층 가정의 넷째 아들로 태어났다. 프리드리히 대왕 시절 하급 장교를 지낸 아버지의 영향으로 1795년 사관학교에 입학하여 군대 개혁의 기수였던 사관학교 교장 샤른호르스트로부터 군사학을 배웠다. 나폴레옹 전쟁이 시작된 해인 1803년 사관학교를 수석 졸업했다.
1806년 전쟁에 참여하였다가 1806년 10월 아우어슈테트 전투에서 아우구스트 폰 프로이센장군과 함께 나폴레옹 군대의 포로가 되어 1년 동안 파리에 억류되었다. 1812년 러시아 정벌에 나선 나폴레옹의 요구로 프로이센 왕국의 군대가 동맹군으로 참여하면서 참전하였다가 탈영해서 러시아 군대에 입대하여 나폴레옹 군대와 대적하였다. 1813년 프로이센 왕국이 대불동맹에 가담하는 계기를 만들어 내기도 했다.
프로이센 왕국의 군대 내에서 보수파의 견제가 심해 최고위직에는 오르지 못했다. 나폴레옹 전쟁 후인 1815년 프로이센 왕국으로 귀국하여 사관학교의 교장이 되었다. 이 시기에 샤른호르스트의 전기를 집필하고 그 밖에 많은 독창적인 정치 및 군사 관련 논문들을 저술하였다. 이 때 《전쟁론》의 집필을 시작하였지만 완성하지 못하고 1831년 유행한 콜레라에 걸려 사망했다. 클라우제비츠 사후 그의 배우자 마리 폰 브뢸은 미완의 《전쟁론》 초고를 보완하여 1832년 완성본을 발간하였다.

## 같이 보기
- 총력전